# برترام بالارد
برترام بالارد (بالإنجليزية: Bertram Charles Ballard)‏ هو دبلوماسي أسترالي، ولد في 22 يناير 1903 في Toorak ‏ في أستراليا، وتوفي في 1981 في كيو ‏ في أستراليا.